# Mini-carte
 (mars 2020).
Si vous disposez d'ouvrages ou d'articles de référence ou si vous connaissez des sites web de qualité traitant du thème abordé ici, merci de compléter l'article en donnant les références utiles à sa vérifiabilité et en les liant à la section « Notes et références ».

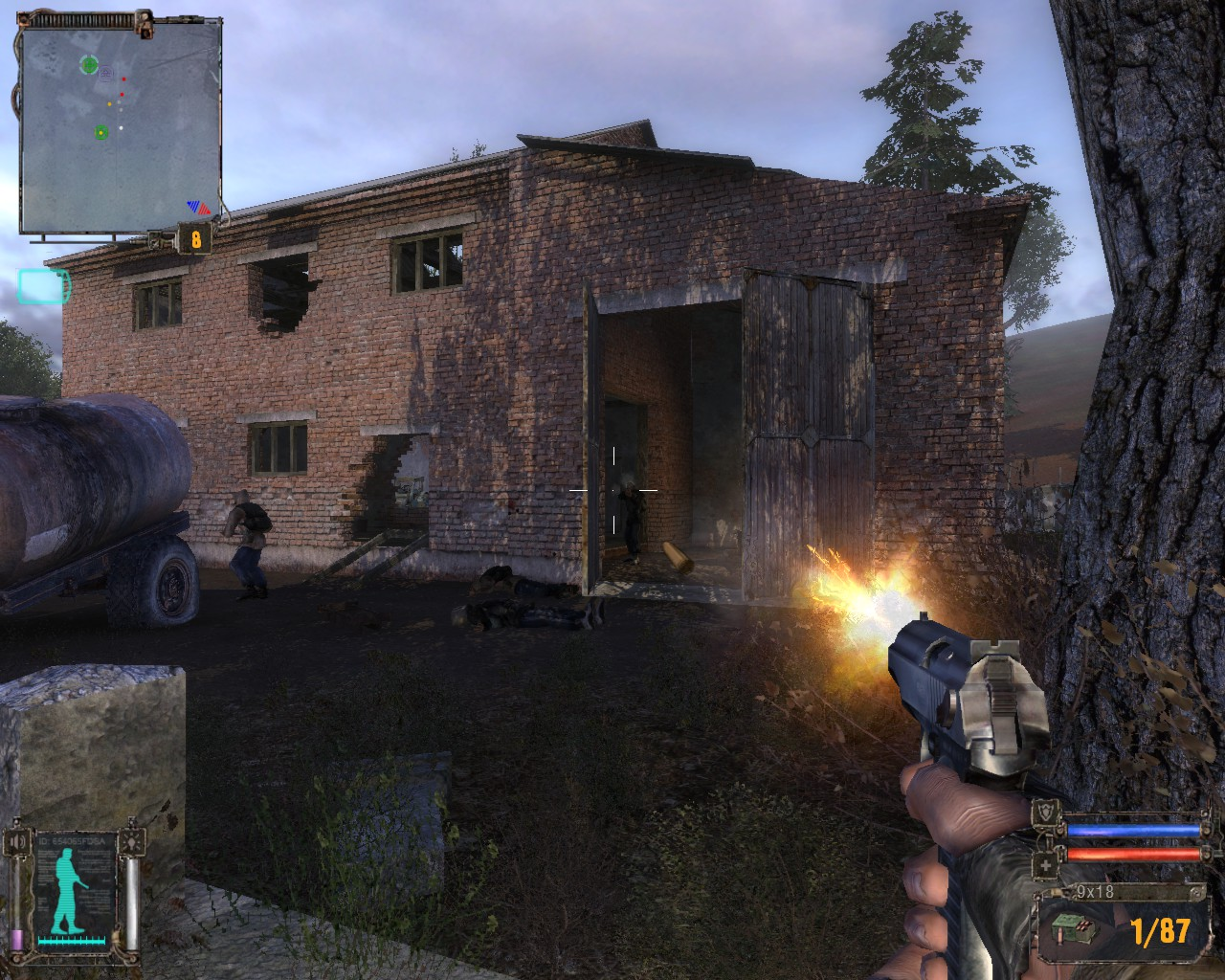
Mini-carte (en haut à gauche) lors d'une partie de STALKER: Shadow of Chernobyl.

Une mini-carte est une carte miniature, souvent placée à l'angle de la fenêtre des jeux vidéo afin d'aider le joueur à s'orienter. Elles ne prennent pas tout l'écran, ce qui permet au joueur de se mouvoir tout en pouvant regarder la carte. Les mini-cartes affichent généralement les types de terrain, les alliés et ennemis, les lieux ou objets importants.
Les mini-cartes sont devenues une norme parmi les RTS, dans lesquels avoir une vision globale du jeu est nécessaire. La plupart des FPS en ont également, figurant alliés et ennemis en temps réel.

## Fonctions

### GPS et radars
Souvent, les programmeurs du jeu ont considéré qu'un temps de mise à jour (artificiel) était nécessaire pour s'aligner sur l'environnement ; dans ce cas, la mini-carte peut ressembler à un écran radar.

### Découverte dynamique
Il faut fréquemment découvrir le terrain soi-même. La mini-carte commence donc par être un bloc sombre de pixels au coin de l'écran, et se dessine au fur et à mesure de l'avancée du joueur.

#### Brouillard de guerre
Les zones couvertes par le brouillard de guerre doivent, par définition, être remises à jour par le passage d'une unité du joueur si celui-ci veut savoir ce qu'elles contiennent.

### Couches
Afin de dégager la vue, il est parfois possible d'escamoter temporairement de la mini-carte certaines catégories d'objets ou de marqueurs, afin par exemple de ne voir que les unités de commerce, ou séparer alliés et ennemis en seulement deux couleurs.

### Signaux
Dans les jeux multijoueurs tels que Age of Empires II: The Age of Kings ou Empire Earth, il est généralement possible d'envoyer des signaux à ses alliés, tels que des marqueurs clignotants ou des lignes, qu'ils verront également sur leur mini-carte.